# Hôtel de ville de Stains
L'hôtel de ville de Stains est un édifice administratif abritant la mairie de Stains, situé avenue Paul-Vaillant-Couturier dans le département de Seine-Saint-Denis, en France.
Le bâtiment est en totalité inscrit monument historique depuis le 19 octobre 1928,.

## Historique

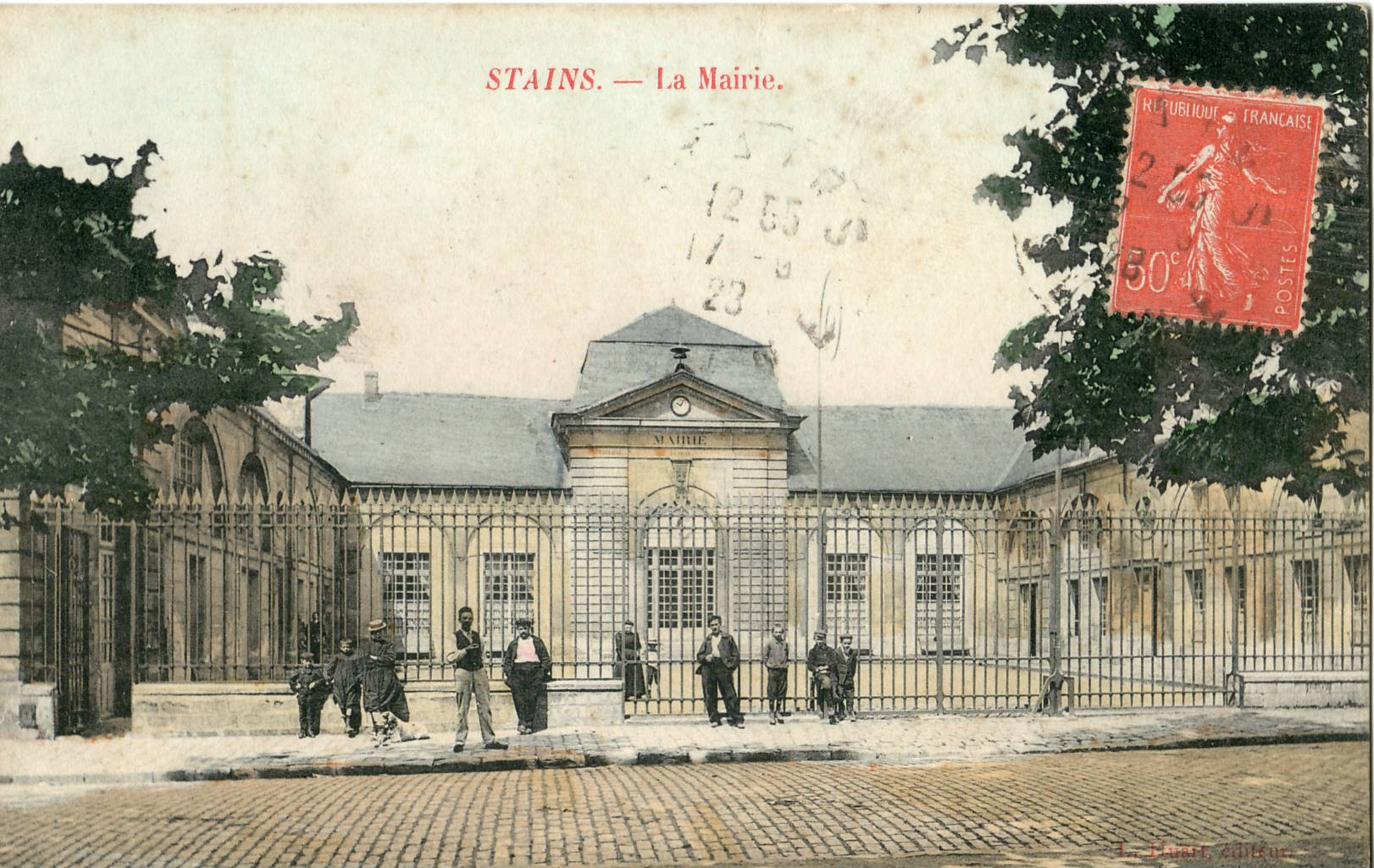
Stains: La mairie vers 1900.

Après la guerre de 1870, seules les écuries subsistent du château de Stains qui appartenait alors à la famille Hainguerlot, puis à Alphée Bourdon de Vatry, maire de la commune. En 1883, la municipalité décide d'acquérir ce bâtiment pour en faire la mairie.
La transformation de cet édifice est confiée à l'architecte parisien Villebesseys, élève d'Hector-Martin Lefuel.
En 1911, de nouveaux travaux sont entrepris et en 1928, l'édifice est inscrit aux Monuments Historiques.
En 1919, un diagnostic architectural en vue d'une restauration permet de constater des fissurations importantes dues à des poussées du bâti, à des sels expansifs puis à des défauts de fondations.

## Description
Le plan du bâtiment, parfaitement symétrique, s'établit en fer à cheval. La façade frontale présente un avant-corps de style néoclassique, situé derrière une galerie vitrée construite lors de la transformation. Les façades latérales sont ordonnées suivant quatre arcades. Une porte surmontée d'un oculus sépare ces arcades. La cour de l'édifice est fermée par une grille monumentale.

## Galerie

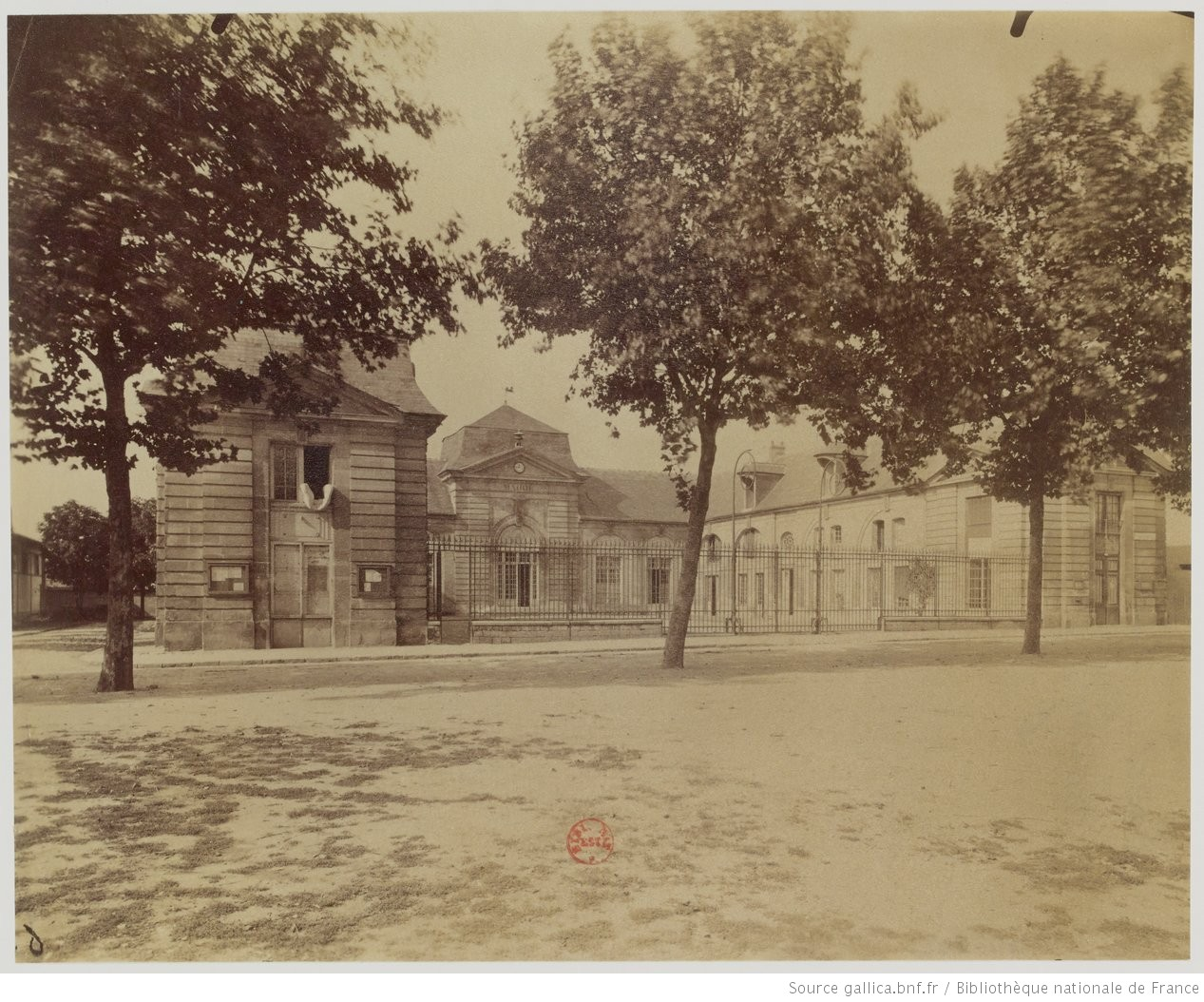
"Ancien château du Harlay, puis de Vatry", Eugène Atget, 1901.
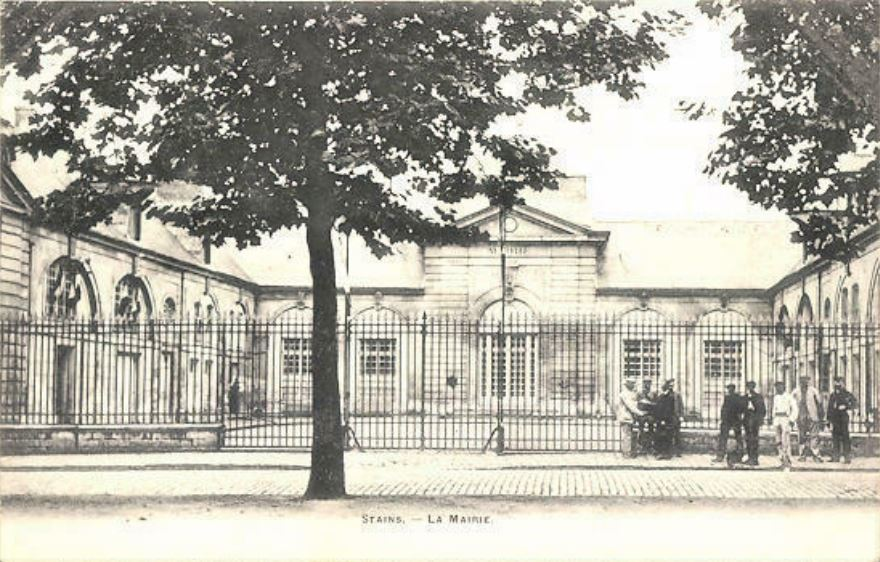
Carte postale, vers 1900.
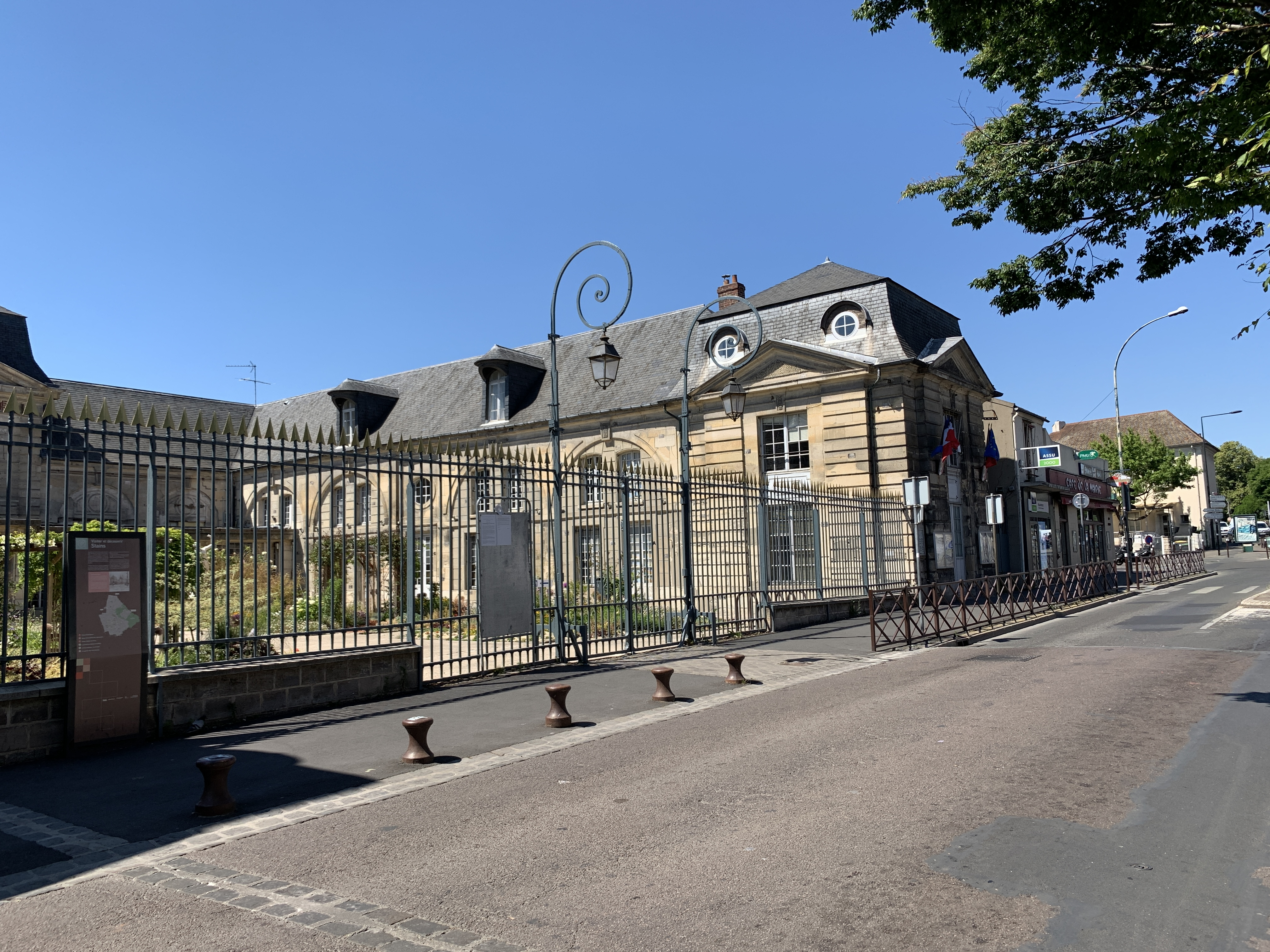
En 2020.